# Antoinette
Antoinette – seria wczesnych samolotów francuskich, produkowanych przez przedsiębiorstwo Socíeté Antoinette należące do Jules’a Gastambida w latach 1907–1912.
Konstruktorem samolotu i jego silnika był Léon Levavasseur. Po kilku mniej udanych modelach w październiku 1908 r. zbudował Antoinette IV usztywniony jednopłat zaopatrzony w lotki do sterowania poprzecznego.
Antoinette VII był kolejną wersją samolotu, posiadającą solidniejszy silnik niż wcześniejsze Antoinette IV i V. Samolot był bardzo stateczny, wystarczająco sterowny, a specjalnie dla niego skonstruowany ośmiocylindrowy silnik cechowała dość stabilna praca. Był z tego powodu lubiany przez pilotów.
Znany pilot-pionier Hubert Latham próbował 2-krotnie, 19 i 27 lipca 1909 r. przelecieć nad kanałem La Manche, dwukrotnie wodując z powodu awarii silnika (za drugim razem 1,6 km od brzegów Anglii). Pilotowany przez niego Antoinette VII 28 sierpnia 1909 r. wygrał zawody Grande Semaine d’Aviation de la Champagne uzyskując najwyższy pułap lotu (155 m) i drugą prędkość maksymalną (68,9 km/h).
Sukcesy Antoinette VII sprawiły, że jego licencję zakupiła słynne niemieckie przedsiębiorstwo Albatros Werke AG.

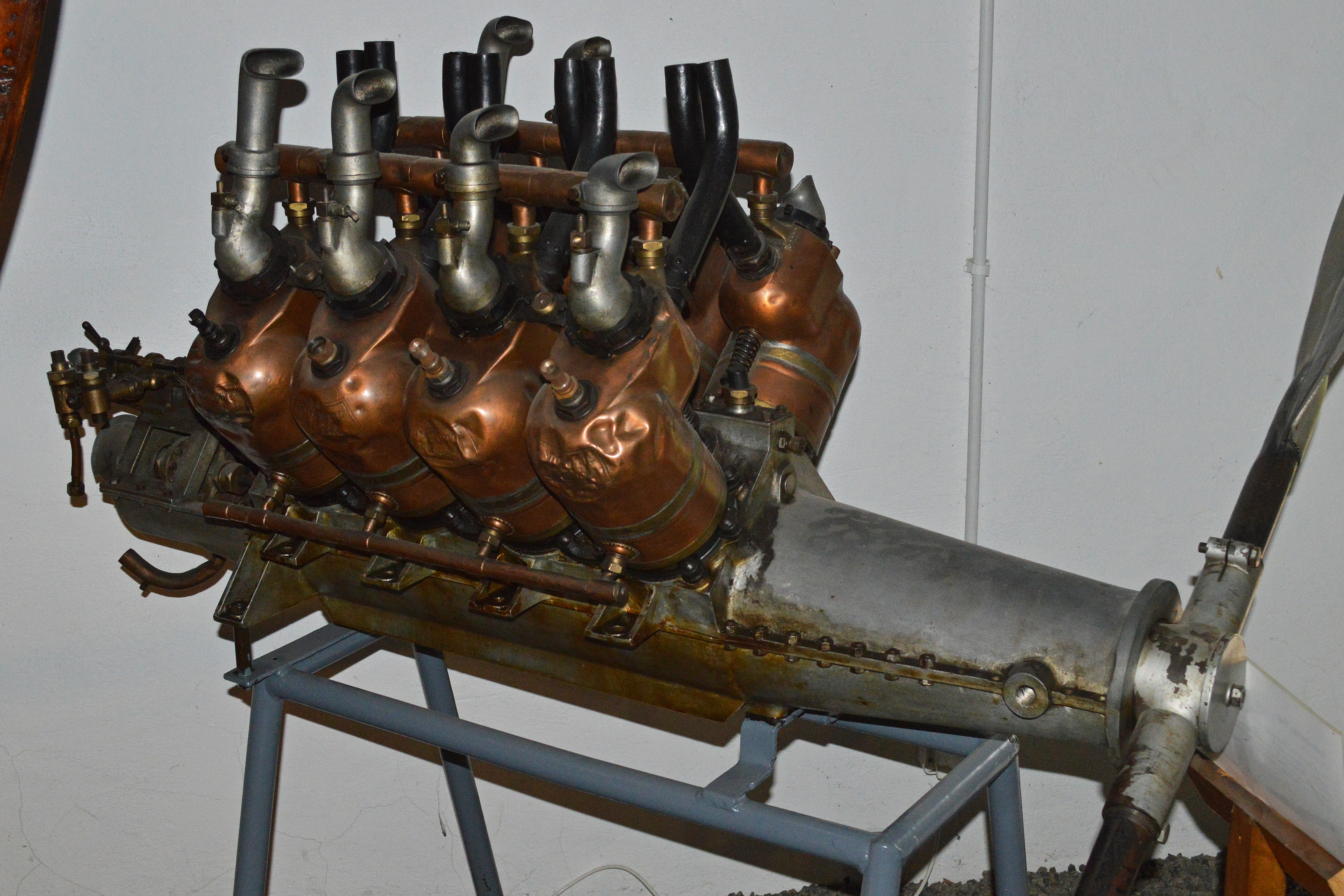
Silnik V8 Antoinette z 1908 roku w Muzeum Lotnictwa Polskiego w Krakowie